# Russia europea

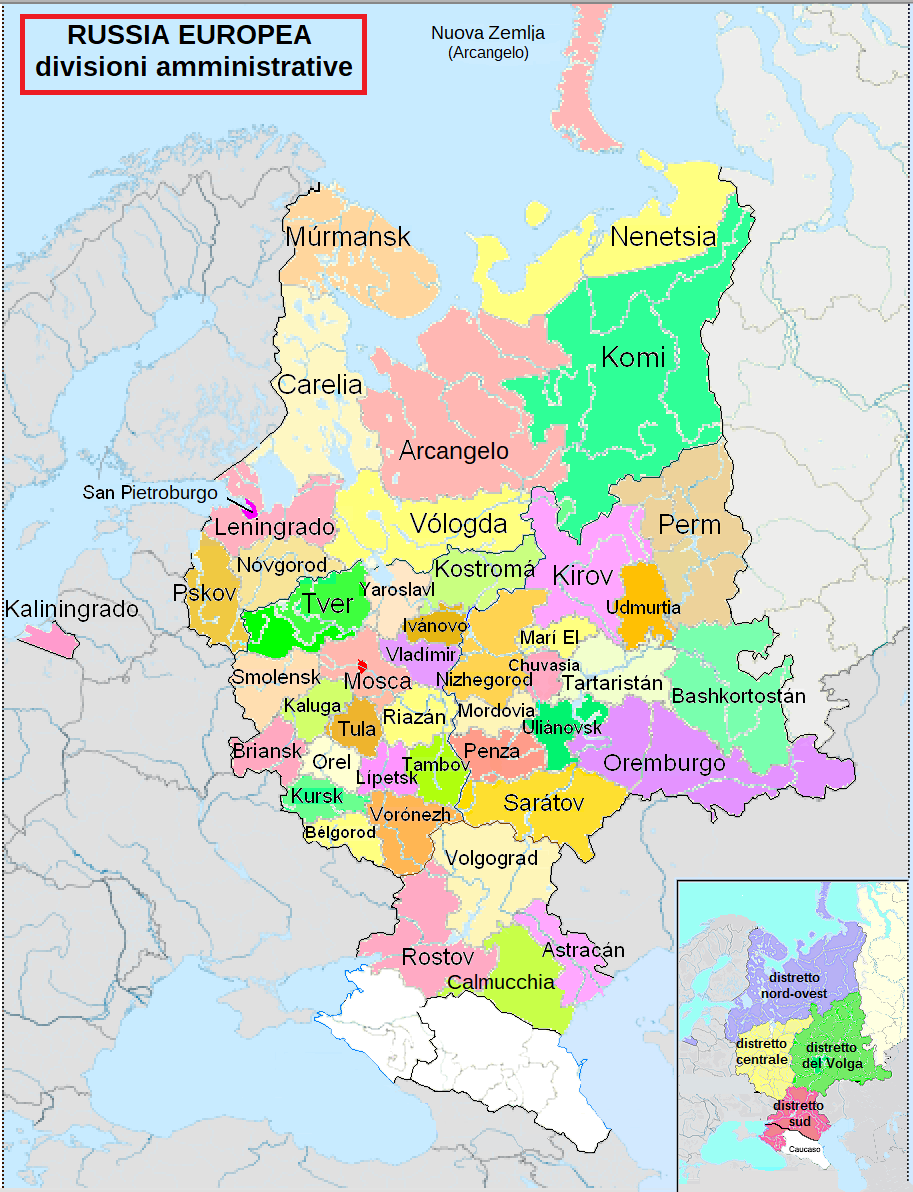
Suddivisioni amministrative della Russia europea, secondo la convenzione che ne pone i confini sulla depressione del Kuma-Manyč.

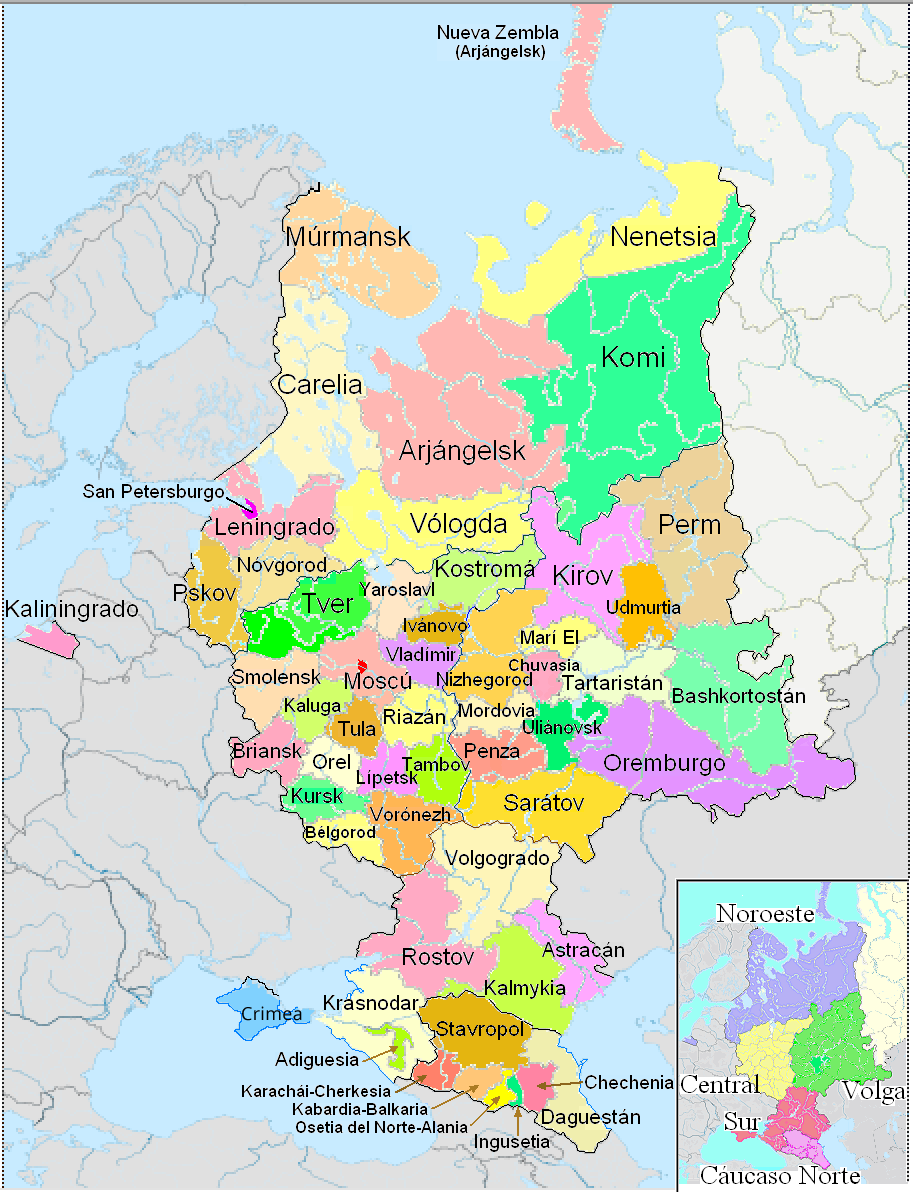
Suddivisioni amministrative della Russia europea, secondo la convenzione che ne pone i confini sul Caucaso.

Circondari federali della Russia

La Russia europea (in russo Европейская Россия?, Evropejskaja Rossija, "Russia europea" o, sempre in russo, Европейская часть России, traslitterato Evropejskaja čast' Rossii, letteralmente "Parte europea della Russia") è un'espressione che indica le aree occidentali della Russia che si estendono all'interno dell'Europa.
La Russia europea occupa circa il 40% dell'Europa. L'espressione si contrappone a quella di Russia asiatica.
Il confine orientale è rappresentato dai monti Urali e dal corso del fiume Ural, mentre quello meridionale, a seconda delle convenzioni adottate, si trova in corrispondenza della depressione del Kuma-Manyč o sullo spartiacque del Gran Caucaso. Secondo la convenzione che pone come confine tra Europa ed Asia la depressione del Kuma-Manyč la Russia europea ha una superficie di 3 711 747 km². Se si considera lo spartiacque del Caucaso come limite tra i due continenti la superficie è invece di 3995200 km².

## Geografia
La Russia europea si estende in latitudine dal Mar Glaciale Artico al Mar d'Azov e al Mar Caspio, mentre in longitudine va dai confini con i Paesi baltici, la Bielorussia e l'Ucraina sino agli Urali. È quasi interamente occupata dalla vastissima Pianura Russa, la maggiore d'Europa; le massime elevazioni non superano di molto i 300 metri: si tratta del rialto centrale russo, delle alture del Don e delle alture del Volga.
I fiumi che percorrono la pianura russa sono tra i più lunghi d'Europa, come il Volga (che ha il primato continentale), il Dnepr, il Don, la Pečora e l'Ural, che segna il confine con l'Asia: se si eccettua il Danubio, i maggiori fiumi europei sono tutti in Russia. Anche per ciò che riguarda i laghi, la Russia europea accoglie i tre maggiori del continente: il Caspio, che ne segna il confine orientale, il Làdoga e l'Ònega.
La Russia europea, con i suoi spazi vastissimi e i suoi primati geografici, dunque, contrasta radicalmente con le altre aree europee, in cui i paesaggi invece variano molto nello spazio di pochi chilometri, tipicamente frammentati da catene montuose, golfi, penisole. A ciò si aggiunge il fatto che, sia per superficie, sia per popolazione, la Russia europea ha il primato continentale.
Pur rappresentando solo un quarto della superficie dell'intero Stato, circa i tre quarti dell'intera popolazione della Russia vivono nella Russia europea; di contro, la Russia asiatica, pur rappresentando i tre quarti della superficie totale, accoglie soltanto un quarto degli abitanti.
Alcune importanti città sul fiume Ural giocano il ruolo di città transcontinentali: Magnitogorsk è pressoché equamente divisa fra i due continenti, Orsk è europea per circa due terzi della sua popolazione, infine la città di Orenburg è in Europa per circa l'80%. La città di Rostov sul Don, sul fiume omonimo, è anch'essa transcontinentale, dato il tratto finale del Don è considerato convenzionalmente un tratto del confine tra Europa ed Asia.
Nonostante l'estensione del suo territorio sia vasto quanto l'India, la Russia europea ha un solo fuso orario (UTC+3) ad eccezione dell'oblast' di Kaliningrad (UTC+2).

### Suddivisione amministrativa
Secondo la convenzione che considera la depressione del Kuma-Manyč come confine tra Europa ed Asia, il territorio della Russia Europea comprende tre interi distretti della Federazione Russa e parte di un quarto distretto:
- Circondario federale centrale
- Circondario federale nordoccidentale
- Circondario federale del Volga
- Circondario federale meridionale, limitatamente a:
  - Oblast' di Astrachan',
  - Oblast' di Volgograd,
  - Oblast' di Rostov.
  - Repubblica di Calmucchia

Se invece il confine euroasiatico è considerato lo spartiacque del Caucaso, il territorio della Russia Europea comprende cinque interi distretti.
- Circondario federale centrale
- Circondario federale nordoccidentale
- Circondario federale del Volga
- Circondario federale meridionale
- Circondario federale del Caucaso Settentrionale

La Russia europea comprende anche l'exclave formata dall'oblast' di Kaliningrad, situata tra Polonia e Lituania e facente parte del Circondario federale nordoccidentale.
Vi sono alcune deviazioni, di non rilevante entità, tra il confine amministrativo e la linea convenzionale: alcune divisioni ('rajon') dell'oblast di Orenburg, appartenenti al circondario federale del Volga, sono situate sulla riva asiatica del fiume Ural (per circa 47 000 km² e 465 000 abitanti in meno).

## Superficie, popolazione e densità della Russia europea
|   | Circondario federale e localizzazione | Distretti amministrativi | Superficie, km² | Popolazione, abitanti (1º/1/2014) | Densità, abitanti per km² | Centro amministrativo | Suddivisioni |
| - | --- | ------------------------ | --------------- | --------------------------------- | ------------------------- | --------------------- | --- |
| 1 | Circondario federale centrale |                          | 650 205         | 38 819 874                        | 59,7                      | Mosca                 | 1. Belgorod 2. Brjansk 3. Vladimir 4. Voronež 5. Ivanovo 6. Kaluga 7. Kostroma 8. Kursk 9. Lipeck 10. Mosca (città) 11. Mosca 12. Orël 13. Rjazan' 14. Smolensk 15. Tambov 16. Tver' 17. Tula 18. Jaroslavl' |
| 2 | Circondario federale nordoccidentale |                          | 1 686 968       | 13 800 658                        | 8,2                       | San Pietroburgo       | 1. Arcangelo 2. Vologda 3. Kaliningrad 4. Carelia 5. Komi 6. Leningrado 7. Murmansk 8. Nenec 9. Novgorod 10. Pskov 11. San Pietroburgo (città autonoma)                                                      |
| 3 | Circondario federale del Volga |                          | 1 036 975       | 29 738 836                        | 28,7                      | Nižnij Novgorod       | 1. Baschiria 2. Kirov 3. Mari 4. Mordovia 5. Nižnij Novgorod 6. Orenburg 7. Penza 8. Perm' 9. Samara 10. Saratov 11. Tatarstan 12. Udmurtia 13. Ul'janovsk 14. Ciuvascia                                     |
| 4 | Circondario federale meridionale (esclusi i territori che si trovano a sud della depressione del Kuma-Manyč: il territorio di Krasnodar con la sua enclave dell'Adighezia) |                          | 337 599         | 8 113 195                         | 24,0                      | Rostov sul Don        | 1. (Adighezia - esclusa) 2. Astrachan' 3. Volgograd 4. Calmucchia 5. (Krasnodar - escluso) 6. Crimea. 7. Rostov 8. Sebastopoli                                                                               |
|   | TOTALE secondo la convenzione geografica che pone il confine tra Europa ed Asia sulla depressione del Kuma-Manyč                                                           |                          | 3 711 747       | 90 472 563                        | 24,3                      |                       | |
| 4 | Circondario federale meridionale - (intera area) |                          | 420 876         | 13 963 874                        | 33,2                      | Rostov sul Don        | 1. Adighezia 2. Astrachan' 3. Volgograd 4. Calmucchia 5. Krasnodar 6. Crimea 7. Rostov 8. Sebastopoli |
| 5 | Circondario federale del Caucaso Settentrionale (Il Caucaso settentrionale è interamente a sud della depressione del Kuma-Manyč)                                           |                          | 170 439         | 9 590 085                         | 56,3                      | Pjatigorsk            | 1. Cabardino-Balcaria 2. Cecenia 3. Daghestan 4. Karačaj-Circassia 5. Inguscezia 6. Ossezia Settentrionale-Alania 7. Stavropol'                                                                              |
|   | TOTALE secondo la convenzione che pone i confini tra Europa ed Asia sul Caucaso                                                                                            |                          | 3 965 463       | 105 913 327                       | 26,7                      |                       | |